# Saint-Germain-d'Arcé
Saint-Germain-d'Arcé és un municipi francès situat al departament del Sarthe i a la regió de País del Loira. L'any 2007 tenia 366 habitants.

## Demografia

### Població
El 2007 la població de fet de Saint-Germain-d'Arcé era de 366 persones. Hi havia 145 famílies de les quals 38 eren unipersonals (15 homes vivint sols i 23 dones vivint soles), 46 parelles sense fills, 57 parelles amb fills i 4 famílies monoparentals amb fills.
La població ha evolucionat segons el següent gràfic:
Habitants censats

### Habitatges
El 2007 hi havia 216 habitatges, 144 eren l'habitatge principal de la família, 40 eren segones residències i 32 estaven desocupats. 208 eren cases i 2 eren apartaments. Dels 144 habitatges principals, 102 estaven ocupats pels seus propietaris, 34 estaven llogats i ocupats pels llogaters i 8 estaven cedits a títol gratuït; 2 tenien una cambra, 6 en tenien dues, 30 en tenien tres, 29 en tenien quatre i 76 en tenien cinc o més. 105 habitatges disposaven pel capbaix d'una plaça de pàrquing. A 62 habitatges hi havia un automòbil i a 68 n'hi havia dos o més.

### Piràmide de població
La piràmide de població per edats i sexe el 2009 era:
| Homes | Edats   | Dones |
| ----- | ------- | ----- |
| 0     | 95 o +  | 0     |
| 0     | 90 a 94 | 0     |
| 12    | 85 a 89 | 0     |
| 0     | 80 a 84 | 4     |
| 4     | 75 a 79 | 8     |
| 12    | 70 a 74 | 4     |
| 8     | 65 a 69 | 12    |
| 12    | 60 a 64 | 12    |
| 4     | 55 a 59 | 8     |
| 12    | 50 a 54 | 8     |
| 16    | 45 a 49 | 4     |
| 20    | 40 a 44 | 20    |
| 12    | 35 a 39 | 8     |
| 16    | 30 a 34 | 20    |
| 16    | 25 a 29 | 8     |
| 0     | 20 a 24 | 0     |
| 16    | 15 a 19 | 20    |
| 12    | 10 a 14 | 12    |
| 16    | 5 a 9   | 12    |
| 4     | 0 a 4   | 12    |

## Economia
El 2007 la població en edat de treballar era de 226 persones, 172 eren actives i 54 eren inactives. De les 172 persones actives 150 estaven ocupades (88 homes i 62 dones) i 22 estaven aturades (10 homes i 12 dones). De les 54 persones inactives 20 estaven jubilades, 20 estaven estudiant i 14 estaven classificades com a «altres inactius».

### Ingressos
El 2009 a Saint-Germain-d'Arcé hi havia 146 unitats fiscals que integraven 365 persones, la mediana anual d'ingressos fiscals per persona era de 16.041 €.

### Activitats econòmiques
Dels 15 establiments que hi havia el 2007, 1 era d'una empresa de fabricació d'altres productes industrials, 1 d'una empresa de construcció, 6 d'empreses de comerç i reparació d'automòbils, 1 d'una empresa d'informació i comunicació, 1 d'una empresa financera, 3 d'empreses de serveis, 1 d'una entitat de l'administració pública i 1 d'una empresa classificada com a «altres activitats de serveis».
Dels 2 establiments de servei als particulars que hi havia el 2009, 1 era un taller de reparació d'automòbils i de material agrícola i 1 electricista.
Dels 2 establiments comercials que hi havia el 2009, 1 era una botiga de menys de 120 m² i 1 una botiga d'equipament de la llar.
L'any 2000 a Saint-Germain-d'Arcé hi havia 31 explotacions agrícoles que ocupaven un total de 1.155 hectàrees.

## Equipaments sanitaris i escolars
El 2009 hi havia una escola elemental integrada dins d'un grup escolar amb les comunes properes formant una escola dispersa.

## Poblacions més properes
El següent diagrama mostra les poblacions més properes.